# LAPTV
Latin American Pay Television (LAPTV) fue una empresa productora de canales de televisión de pago. Operaba para Latinoamérica ocho canales de 20th Century Fox en alianza con Fox Latin American Channels, una subsidiaria de Fox International Channels. Dejó de existir en 2013 al ser fusionada dentro de Fox Networks Group Latin America.

## Historia
En agosto de 1992, MVS Comunicaciones firmó un acuerdo con United International Pictures (distribuidora de los largometrajes de Paramount Pictures, Universal Studios y MGM/UA), 20th Century Fox, Organización Cisneros (a través del holding Cablecinema C.A.) y la argentina Sociedad Argentina de Cable, S.A. (SACSA), para la fundación de una empresa conjunta con el objetivo de crear un canal con cobertura latinoamericana, el cual transmitiría exclusivamente películas de estreno. La inversión original era de US$ 5 000 000, aunque la cantidad de participación de cada entidad involucrada no fue revelada. La empresa fue fundada como LAPTV.
Cinecanal comenzó sus operaciones el 1 de abril de 1993 como un canal premium transmitiendo a través de MVS (Multivision) en Ciudad de México. La señal fue recibida con gran entusiasmo, y a los dos meses de operación comenzó a transmitir a América Central, República Dominicana y Sudamérica. Originalmente, transmitía dos canales desde la sede de Multivisión en Ciudad de México vía la red de satélites Morelos hacia Norteamérica, Centroamérica y el Caribe y por Panamsat hacia Sudamérica (señal este, basándose en la zona horaria de la Ciudad de México, y señal oeste, basándose en el horario de Buenos Aires). En total, el canal poseía cerca de 4 500 000 suscriptores a fines de 1994.
En 1995, después de la crisis económica mexicana de 1994, la Organización Cisneros y MVS Comunicaciones vendieron las acciones a United International Pictures debido a que LAPTV, la empresa encargada de operar el canal, arrastraba enormes pérdidas económicas a pesar de que el canal llevaba solamente dos años al aire. Al año siguiente, la empresa trasladó su sede a Atlanta. Poco tiempo después, fue lanzado el segundo canal de la empresa, Cinecanal 2.
En 1998, LAPTV firmó un acuerdo con DreamWorks SKG, para transmitir sus largometrajes en estreno para televisión. En 2000, MGM cambió la manera como distribuía sus películas al exterior y dejó de ser la empresa asociada de UIP y en noviembre de 2000, vendió sus acciones a 20th Century Fox.
En 2007, SACSA vendió las acciones a Fox Latin American Channels y dos años después, Universal Studios vende su participación a Fox.
Desde el 1 de noviembre de 2009, Cinecanal pasó a ser un canal básico en los operadores de televisión latinoamericanos. El 1 de octubre de 2010, Cinecanal renovó su imagen corporativa para acomodar aún más la señal como un canal de suscripción básica. También fueron agregados los cortes comerciales y promociones durante la emisión de películas.
LAPTV dejó de existir en octubre de 2013 debido a la reorganización hecha por Fox para su subsidiaria latinoamericana, al ser fusionada dentro de Fox Networks Group Latin America.